# Чоловіча збірна України з футзалу серед людей з вадами слуху
Чоловіча дефлімпійська збірна України з футзалу — чоловіча футзальна збірна, яка представляє Україну на міжнародних змаганнях з футзалу серед людей з вадами слуху. Ставала чемпіоном світу 2007 року, чемпіоном Європи 2010, 2014.

## Історія

### Чемпіонати світу 2007
Турнір відбувся у Софії (Болгарія). У своїй групі українці не зустріли серйозного опору, почергово розгромивши ОАЕ (10:0), Швецію (10:1), Норвегію (6:1) та Кувейт (9:0). У першому матчі − проти Узбекистану − «синьо-жовтим» присудили технічну перемогу (3:0) за неявку азійських спортсменів. У чвертьфіналі довелося протистояти не лише болгарам, але й арбітрам, що симпатизували господарям. Утім, це не завадило підопічним Олександра Куниці виграти (2:1).
У півфіналі українські футболісти зустрілись з чинними чемпіони Європи − росіяни. Вони, як і інші, програли: на три голи «синьо-жовтих» вони відповіли лише одним. У вирішальному двобої проти Таїланду матч виявився важким. Спочатку на гол зі штрафного Олександра Чаленка суперники відповіли двома. Проте за десять хвилин до фінального свистка Ігор Хозяїнов зрівняв рахунок, а наприкінці матчу невідпорний удар Дмитра Пучкова приніс збірній України «золото» чемпіонату світу. Найкращими бомбардирами команди стали Володимир Рій та Олексій Ярошевський, в активі котрих по 9 голів.

### Чемпіонат Європи 2010
З 6 по 14 листопада у швейцарському місті Вінтертур відбувся третій чемпіонат Європи з футзалу серед команд, складених з гравців із вадами слуху. Організаторами турніру виступили Європейська спортивна організація глухих (EDSO) та Швейцарська спортивна федерація глухих (FSSS), яких підтримав Європейський футбольний союз. У футзальному турнірі серед чоловічих команд взяли участь 16 збірних, серед яких була і збірна України. Відповідно до жеребу колективи були розбиті на чотири групи. «Синьо-жовті» потрапили до квартету А, де їх суперниками стали бельгійці, шведи та шотландці.
Напередодні старту Євро-2010 фаворитами вважалися збірні Іспанії, України, Нідерландів, Ізраїлю, Португалії та Росії. Вже із стартової зустрічі українці почали виправдовувати сподівання фахівців, розгромивши команду Бельгії з рахунком 15:4. Більш напруженим видався двобій зі Швецією, в якому підопічні Олександра Куниці святкували успіх з результатом 6:4. Не зустріли бодай якогось серйозного опору «синьо-жовті» у заключному турі групового раунду, коли не залишили каменя на камені від команди Шотландії − 17:0.
Обійшовшись без очкових втрат у груповому раунді, збірна України на шляху до вирішального матчу в 1/8 фіналу виявилася сильнішою за Білорусь − 4:3, у чвертьфіналі завдала поразки Туреччині − 6:3, а у півфіналі розгромила Нідерланди − 5:0. У фіналі українців очікувала зустріч із збірною Росії, котра в іншому півфіналі здолала Болгарію (4:1). Утім, створити гідний опір українській команді у вирішальному матчі росіяни не змогли, програвши з рахунком 5:1.

### Чемпіонат Європи 2014
З 19 по 29 листопада у Болгарії проходив чемпіонат континентальної першості. Збірна України, потрапивши до групи «С» європейського чемпіонату, здобула три перемоги поспіль над командами із Білорусі (10:5), Молдови (9:3) та Данії (5:2).
У чвертьфіналі «синьо-жовті» зустріли жорсткий опір швейцарської команди, але зуміли вирвати перемогу з рахунком 3:2. У півфінальній зустрічі українці виявилися сильнішими за суперників із Нідерландів — 6:4. У вирішальному матчі турніру футзалісти збірної України, поступаючись після першого тайму з рахунком 1:2, здобули вольову перемогу над командою Росії — 7:5.
Таким чином, «золото» європейської першості дісталося збірній України, срібло — команді Росії, а матч за «бронзу» виграли футзалісти із Нідерландів, які в овертаймі «втішного фіналу» здолали опір збірної Туреччини — 6:4. Полтавчанина Володимира Рия було визнано кращим гравцем та бомбардиром чемпіонату Європи у Болгарії, який забив протягом фінальної частини змагань 11 голів. Киянин Дмитро Українець отримав почесне звання кращого воротаря турніру, а одесит Олександр Кара — кращого гравця середньої лінії.

## Результати

### Чемпіонати світу
| Рік  | Місце | Позиція |
| ---- | ----- | ------- |
| 2007 | Софія | 1       |

### Чемпіонати Європи
| Рік  | Місце     | Позиція |
| ---- | --------- | ------- |
| 2010 | Вінтертур | 1       |
| 2014 | Софія     | 1       |